# Nicolai Groß
Nicolai Groß (* 3. Februar 1990 in Karlsruhe) ist ein ehemaliger deutscher Fußballspieler.

## Karriere
Nachdem er in der Saison 2009/10 in der Oberliga Baden-Württemberg Stammspieler beim FC-Astoria Walldorf gewesen war, ging Groß zur TSG 1899 Hoffenheim. Bei den Hoffenheimern wurde er nur in der in der Fußball-Regionalliga spielenden Zweiten Mannschaft eingesetzt. In seiner ersten Saison in Hoffenheim bekam er nur wenige Einsätze. In der folgenden Saison bestritt er 27 von 34 Spielen und war mit 14 Toren der beste Torschütze seines Vereins. Im Sommer 2012 wechselte er ablösefrei zum Drittligisten 1. FC Heidenheim. In der Hinrunde der Saison 2012/13 erlitt Groß eine Entzündung am Schambein, die ihn zu einer mehrmonatigen Pause zwang. Im Januar wurde Groß von den Stuttgarter Kickers bis Saisonende ausgeliehen. Anschließend wechselte er nach Walldorf zurück und war dort bis zu seinem Karriereende im Sommer 2023 aktiv. Seit 2021 war er zudem Sportlicher Leiter der U23-Mannschaft. Im Januar 2025 übernahm Groß das Amt des Geschäftsführers beim FC-Astoria Walldorf.